# Stecknitzkanaal
Het Stecknitzkanaal verbond de steden Lauenburg met Lübeck en zo de Noordzee met de Oostzee. Het was het eerste kanaal die een Europese waterscheiding overbrugde. Het kanaal verbond de Stecknitz, een zijrivier van de Trave met de Delvenau, een zijrivier van de Elbe. Het uitgegraven kanaal was 11,5 km lang, was 7,5 m breed en had een diepte van 0,85 m. Het kanaal bevatte 17 sluizen, had een niveauverschil van 13 meter en had een kruinpand.

## Geschiedenis
Voor het kanaal gegraven werd, bevond zich tussen Lüneburg en Lübeck, de Oude zoutroute. Eind de veertiende eeuw werd het zuiden van de Oostzee geteisterd door piraten, onder andere de Victualiënbroeders. Transport over land bleek dus veiliger. De Hanze was voorstander voor het graven van een kanaal. Het graven begon in 1391, de eerste schepen voeren in 1398 van Lüneburg naar Lübeck. De totale afstand was 97 km en nam ongeveer twee weken inbeslag. De trekschuiten hadden een lengte van 12 meter en konden 7,5 ton vracht vervoeren.
Begin de 19de eeuw werd het kanaal verbreed en verdiept, om uiteindelijk te worden vervangen door het Elbe-Lübeckkanaal.